# Cylindrothorax
Cylindrothorax is een kevergeslacht uit de familie van de boktorren (Cerambycidae). De wetenschappelijke naam van het geslacht werd voor het eerst geldig gepubliceerd in 1915 door Aurivillius.

## Soorten
Cylindrothorax is monotypisch en omvat slechts de volgende soort:
- Cylindrothorax balteatus (Heath, 1903)